# Kelechi Osemele

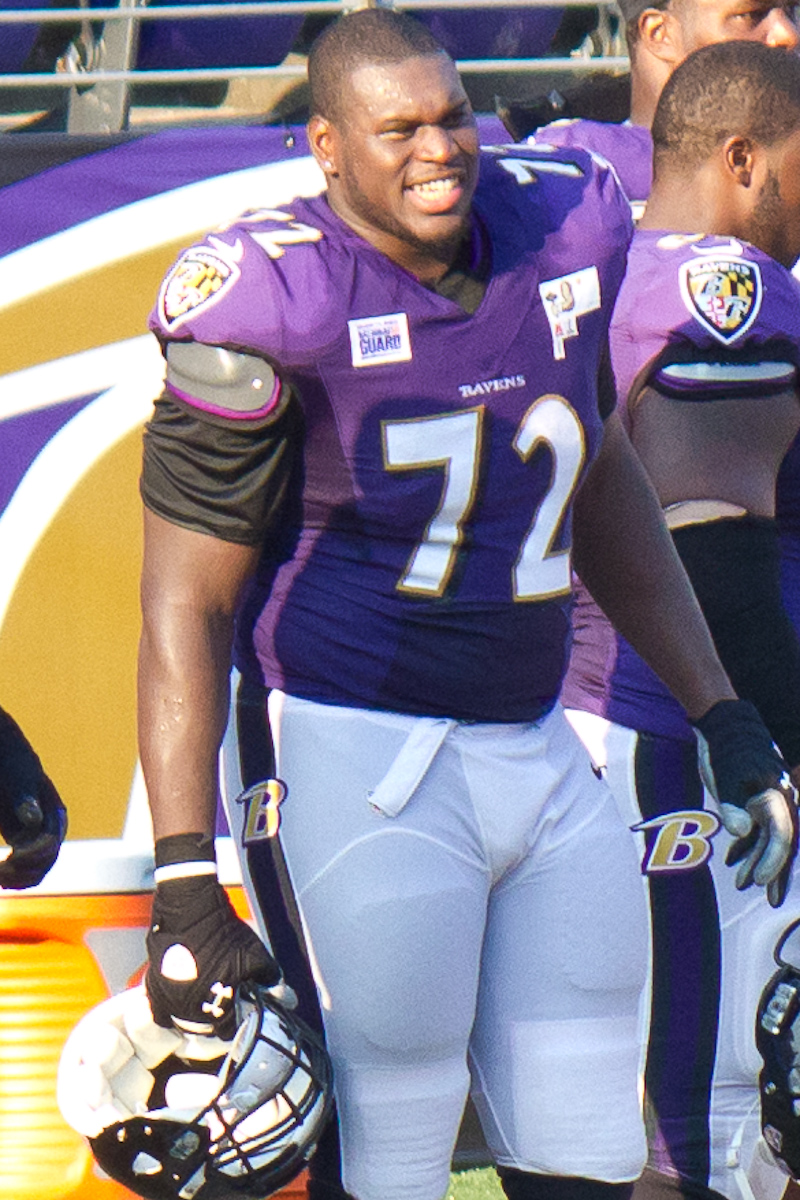
Osemele con los Ravens en 2013.

Kelechi Keith Ayo Osemele (nacido el 24 de junio de 1989) es un jugador profesional de fútbol americano estadounidense que juega en la posición de guard y actualmente es agente libre de la National Football League (NFL).

## Biografía
Osemele nació en Houston, Texas, y es de ascendencia nigeriana. Su nombre en igbo significa gracias Dios.
Asistió a Langham Creek High School, antes de graduarse en Iowa State. Allí jugó para los Cyclones, donde tuvo un buen desempeño.

## Carrera

### Baltimore Ravens
Osemele fue seleccionado por los Baltimore Ravens en la segunda ronda (puesto 60) del draft de 2012. En su año como novato, Osemele fue titular en todos los encuentros como tackle derecho, pero reemplazó con éxito al lesionado Jah Reid como guard izquierdo durante la postemporada.
Con los Ravens, Osemele logró un título de división, un campeonato de la AFC y el Super Bowl XLVII de 2013, donde los Ravens vencieron a los San Francisco 49ers por 34-31.

### Oakland Raiders
El 8 de marzo de 2016, Osemele firmó un contrato de cinco años por $60 millones con los Oakland Raiders. En su primera temporada con el equipo fue seleccionado al primer equipo All-Pro y convocado a su primer Pro Bowl junto a sus compañeros Donald Penn y Rodney Hudson.
En 2017, fue nuevamente convocado al Pro Bowl junto a Penn y Hudson. Sin embargo, en 2018 participó en solo 11 juegos por problemas de lesiones.

### New York Jets
El 10 de marzo de 2019, los Raiders acordaron canjear a Osemele y una selección de sexta ronda de 2019 (originalmente adquirida de los Chicago Bears) a los New York Jets a cambio de una selección de quinta ronda. El trato se completó el 14 de marzo de 2019. El 15 de octubre de 2019, se reveló que Osemele sufrió una lesión en el hombro y estaba contemplando una cirugía. Los médicos le dijeron que necesitaba cirugía por su lesión, pero la organización de los Jets no aprobaba su cirugía, por lo que fue multado por cada práctica que se perdió debido a su lesión. El 26 de octubre de 2019, Osemele fue liberado del equipo después de someterse a una cirugía de hombro.

### Kansas City Chiefs
El 27 de julio de 2020, Osemele firmó un contrato de un año con los Kansas City Chiefs. Inició los primeros cinco juegos como guardia izquierdo antes de sufrir un desgarro de tendones en ambas rodillas en la Semana 5. Fue colocado en la lista de reservas lesionados el 17 de octubre de 2020.